# Phaeochroops silphoides
Phaeochroops silphoides là một loài bọ cánh cứng trong họ Hybosoridae. Loài này được Fairmaire miêu tả khoa học năm 1898.